# Giovanni Migliorini
Giovanni Migliorini (Milano, 21 febbraio 1931 – Como, 1º maggio 1980) è stato un calciatore italiano.

## Caratteristiche tecniche
Migliorini era un'ala, dotata di una buona tecnica individuale.

## Carriera
Cresciuto nel Maslianico, viene prelevato diciassettenne dal Como, con cui esordisce in Serie A nel campionato 1948-1949. Nella stagione 1950-1951 diventa stabilmente titolare, segnalandosi come una delle migliori ali del campionato, e in estate passa all'Inter. L'esperienza in nerazzurro è condizionata da un grave incidente stradale nella notte tra l'8 ed il 9 settembre 1951 che gli provoca un ematoma sotto la calotta cranica. Disputa un'unica partita, e viene poi ceduto alla Lazio; la sua carriera declina rapidamente con le maglie di Vicenza, in Serie B, e Carrarese, con cui retrocede dalla Serie C alla IV Serie. Chiude l'attività agonistica nel 1957 dopo una stagione in prestito alla Reggiana.

## Palmarès

### Club

#### Competizioni nazionali
- Serie B: 1

Como: 1948-1949